# Guennadi Gagulia
Gennadi Leonid-ipa Gagulia (en abjasio: Геннадии Леонид-иҧа Гагәлиа, en georgiano: გენადი გაგულია; Lyjny, República Autónoma Socialista Soviética de Abjasia, Unión Soviética; 4 de enero de 1948-Myussera, Abjasia; 8 de septiembre de 2018) fue un político abjasio. Se desempeñó como primer ministro de Abjasia en tres oportunidades. 
Ocupó por primera vez el cargo de primer ministro en enero de 1995, siendo el primero tras la aprobación de la constitución de Abjasia en 1994. Su segundo período fue entre noviembre de 2002 y abril de 2003, cuando renunció al cargo en medio de planes de la oposición de realizar manifestaciones.
Entre el 15 de diciembre de 2003 y el 18 de junio de 2004 fue jefe de la administración presidencial.
Desde junio de 2004 es presidente de la cámara de comercio e industria de Abjasia.
Volvió a ocupar el cargo de primer ministro entre abril y septiembre de 2018, cuando falleció en un accidente de tránsito cuando se dirigía desde el aeropuerto de Sochi a Abjasia. Falleció cuando lo trasladaban a un hospital.